# Learning Vectors
- Commons
- Wikilivros

Em Modelos de Avaliação, temos o Learning Vectors (LV) que é um modelo de suporte e gerenciamento à avaliação formativa concebido para automatizar o acompanhamento qualitativo/quantitativo de alunos em Ambientes Virtuais de Aprendizagem (AVA). Em sua concepção, buscou-se uma metodologia fundamentada na interação e fez-se uso de vetores e de equações trigonométricas na especificação da solução tecnológica.
O plugin do LV contêm cinco ferramentas para avaliação, são elas:
- Chatlv;
- Forumlv;
- TarefaLV
- Wikilv;

## Uma seção
Wikilv - É uma ferramenta de avaliação de natureza formativa aliada aos novos paradigmas da Web 2.0 ou Web Social, que está sendo marcada pelo desenvolvimento de redes colaborativas e inteligência coletiva, alimentada por maior interatividade e como resultado tem transformado usuários em co-autores e produtores de conteúdos para a Internet. A finalidade desta ferramenta de avaliação é o acompanhamento dinâmico de produções colaborativas em ferramentas de produção textual em ambientes virtuais de aprendizagem. Sua especificação e modelagem fundamentada na metodologia Learning Vectors (LV).